# غواصة يو بي-70
يو بي-70 غواصة ألمانية من فئة يو بي3 خدمت في البحرية الإمبراطورية الألمانية خلال الحرب العالمية الأولى. تم تكليفها في البحرية الإمبراطورية الألمانية في 29 أكتوبر 1917 باسم يو بي-70.